# Mimic 3: Sentinel
Mimic 3: Sentinel is een Amerikaanse sciencefiction-horrorfilm uit 2003, geregisseerd door J.T. Petty, met een script geïnspireerd op een kort verhaal met dezelfde naam van Donald A. Wollheim. De film is een vervolg op Mimic (1997) en Mimic 2 (2001). In het derde deel speelt horrorfilmveteraan Lance Henriksen. De film wijkt af van zijn voorgangers qua toon actie-horror, omdat het meer lijkt op films als Alfred Hitchcock's Rear Window.

## Verhaal
Marvin is een 24-jarige jongeman die lijdt aan meerdere chemische gevoeligheden. Opgesloten in een afgesloten ruimte brengt hij zijn dagen door met het maken van talloze foto's en het observeren van zijn buurt. Dan ontdekt hij dat de insectenmonsters (het Judas-ras), die de stad een paar jaar eerder terroriseerden, weer klaar staan om er alles aan te doen om wraak te nemen.

## Rolverdeling
| Acteur                | Personage             |
| --------------------- | --------------------- |
| Lance Henriksen       | Garbageman            |
| Alex Cioalca          | Adam Pasture          |
| Karl Geary            | Marvin                |
| Alexis Dziena         | Rosy                  |
| Keith Robinson        | Desmond               |
| Tudorel Filimon       | Birdman               |
| Rebecca Mader         | Carmen                |
| Maria Oprescu         | Ma Bell               |
| Mircea Constantinescu | Mr. Pasture           |
| Mircea Anca Jr.       | Noah Pasture          |
| Amanda Plummer        | Simone                |
| John Kapelos          | Detective Gary Dumars |

## Ontvangst
De film ontving over het algemeen gunstige recensies van critici. Op Rotten Tomatoes heeft Mimic 3: Sentinel een waarde van 60% en een gemiddelde score van 5,30/10, gebaseerd op 5 recensies.

## Prijzen en nominaties
| Jaar | Prijs                | Categorie                                      | Genomineerde(n) | Uitslag     |
| ---- | -------------------- | ---------------------------------------------- | --------------- | ----------- |
| 2003 | DVD Exclusive Awards | Beste acteur in een dvd-premièrefilm           | Lance Henriksen | Genomineerd |
| 2003 | DVD Exclusive Awards | Beste actrice in een dvd-premièrefilm          | Amanda Plummer  | Genomineerd |
| 2003 | DVD Exclusive Awards | Beste visuele effecten in een dvd-premièrefilm | Jamison Goei    | Genomineerd |